# LegalXML
LegalXML est une organisation à but non lucratif développant dans le cadre du consortium OASIS des normes ouvertes basée sur le langage XML pour les documents juridiques et les applications connexes. Elle produit des normes concernant les documents législatifs, les dépôts judiciaires électroniques, l'échange de documents de procédure judiciaires, les documents notariaux, les citations juridiques, les transcriptions, et autres.

## Origine et organisation
L'initiative LegalXML a été lancée en 1998 par des avocats, des administrateurs d'institutions judiciaires, des universitaires et des informaticiens. En 2000 elle comprenait plusieurs centaines de membres.   En 2002, elle rejoint le consortium international sans but lucratif OASIS, avec le statut de section membre, c'est-à-dire un groupe d'intérêt thématique qui conserve au sein du consortium son identité propre et jouit d'une grande autonomie dans l'établissement de son programme de travail.  Ses membres contributeurs comprennent des organisations internationales ou gouvernementales, des institutions judiciaires, des universités et facultés de droit, et des fournisseurs technologiques.
LegalXML comprend trois comités techniques actifs, qui chacun élabore des normes relatives à un domaine spécialisé:
- Comité OASIS LegalDocumentML (également appelé LegalDocML): élabore des normes liés à la représentation de textes législatifs et de document juridiques pour servir de ressources numériques autoritatives, authentiques, valides et persistantes. Les travaux sont basés sur le schéma XML du projet Akoma Ntoso (du département des affaires économiques et sociales des Nations unies )[5],[6].
- Comité OASIS LegalRuleML: vise à permettre la représentation d'arguments et de raisonnements juridiques, leur évaluation, et leur comparaison à l'aide d'outils de représentation de règles[7].
- Comité OASIS LegalXML Electronic Court Filing: travaille à l'utilisation de XML pour créer et transmettre des documents juridiques entre avocats, tribunaux, parties au procès et autres[8].

L'organisation comprenait également un comité technique qui n'est plus actif:
- Comité OASIS LegalXML eNotarization: actif de 2002 à 2010 dans le domaine de la définition d'exigences techniques pour encadrer la gestion d'informations légales et de preuves électroniques.

## Normes
Le comité LegalDocumentML a adopté Akoma Ntoso 1.0 en tant que norme en août 2018 pour l'échange de documents parlementaires, législatifs et judiciaires.
Le comité LegalRuleML a adopté, en première étape du processus de normalisation, les spécifications LegalRuleML Core 1.0 en avril 2020 pour la définition de règles normatives.
Le comité LegalXML Electronic Court Filing a adopté les spécifications Electronic Court Filing version 4.01 (ECF 4.01) en tant que norme qui définit l'architecture, les composants, les opérations et la structure des messages d'un dépôt de documents de procédure pour des instituions judiciaires (cours, tribunaux) en mai 2013.  En avril 2019, le comité a adopté en première étape du processus de normalisation, une nouvelle version des spécifications, ECF 5.0, ainsi que les spécifications d'un profil de service web compatible avec ECF 5.0. 